# Whodunit

Le whodunit ou whodunnit (prononcé en anglais : /ˌhuːˈdʌnɪt/ , contraction de « Who [has] done it? », littéralement : « qui l’a fait ? ») est un genre littéraire, devenu également un genre cinématographique. Selon le Dictionnaire des littératures policières, ce genre « est devenu synonyme du roman à énigme classique du début du XXe siècle, appelé aussi roman problème ou roman jeu ».
Le roman de détection est une forme complexe du roman policier dans laquelle la structure de l’énigme et sa résolution sont les facteurs prédominants. Au cours du récit, des indices sont fournis au lecteur, qui est invité à déduire l’identité du criminel avant que la solution ne soit révélée dans les dernières pages. L’enquête est fréquemment menée par un détective amateur plus ou moins excentrique, par un détective semi-professionnel, voire par un inspecteur de la police officielle.
Le roman de type « mystère en chambre close » est une forme particulière de whodunit et renvoie à une énigme où la victime aurait été tuée ou agressée dans un local apparemment étanche dont le coupable se serait échappé de façon irrationnelle.
En principe, le lecteur doit disposer des mêmes indices que l'enquêteur et donc des mêmes chances que lui de résoudre l'énigme, l'intérêt principal de ce genre de romans étant de pouvoir y parvenir avant le héros de l'histoire.

## Définition
Cette forme de roman s’est tout particulièrement illustrée dans les pays anglo-saxons durant l’« âge d’or » de la fiction policière, les années 1920, 1930 et 1940. Parmi les auteurs les plus célèbres de cette période figurent de nombreux écrivains britanniques : Agatha Christie, Dorothy L. Sayers, Margery Allingham, Gladys Mitchell, Josephine Tey, G. K. Chesterton, Michael Innes, Nicholas Blake, Christianna Brand et Edmund Crispin. D’autres sont américains — S. S. Van Dine, John Dickson Carr, Ellery Queen ou Elizabeth George — et reproduisent le style anglais. D’autres encore, comme Rex Stout, Clayton Rawson et Earl Derr Biggers, cherchent à donner au whodunit un style résolument américain.
Avec le temps, certaines conventions et clichés se sont développés, notamment sur les types des différents suspects possibles et le cadre du récit, limitant la possibilité de surprise pour le lecteur quant aux retournements et rebondissements de l’intrigue et quant à l’identité du meurtrier. Certains auteurs ont obtenu de grandes réussites en entraînant les lecteurs sur une fausse piste avant de désigner comme coupable le personnage considéré comme le moins suspect. Le whodunit utilise souvent des personnages devenus stéréotypés (la jeune femme moderne, l'homme d'affaires ombrageux, le vindicatif militaire à la retraite, le débonnaire ou distrait professeur, la vieille bigote, le maître d'hôtel parfaitement stylé...) et des décors parmi lesquels la maison de campagne isolée dans la campagne anglaise occupe la première place devant le lieu de villégiature huppé ou exotique, la riche demeure bourgeoise donnant sur un square ou l'appartement du célibataire londonien.
En réaction au côté confortablement conventionnel du whodunit anglais s’est élaborée l’école du roman policier « hard-boiled » (dur-à-cuire), essentiellement américain, et représenté par des écrivains comme Raymond Chandler, Dashiell Hammett, Jonathan Latimer et Mickey Spillane. Bien que se démarquant du whodunit, le roman noir américain, qui se développe pendant la même période, utilise souvent les mêmes ressorts dans le développement de ses intrigues, surtout avant la Seconde Guerre mondiale. Le hard-boiled tente toutefois de mieux rendre compte de la réalité sociale au lieu de s'enfermer, comme le whodunit anglais, dans un monde conventionnel de gentlemen et de ladies dissociés des préoccupations des gens ordinaires.

## Quelques exemples dewhodunits
Des contributions plus récentes à ce genre comprennent les romans de Simon Brett, la série Thackery Phin de John Sladek, The Burglar in the Library (1997) de Lawrence Block, Road Kill de Kinky Friedman (1997), et Dead Famous de Ben Elton (2001).
Une variante importante du whodunit, qui constitue un sous-genre en soi, est le roman de méthode d'investigation inversée, dans lequel le coupable est révélé ouvertement au lecteur ou spectateur dès le début du récit, tandis que l’histoire suit les efforts de l’enquêteur pour découvrir la vérité et ceux du criminel pour l’en empêcher. Un exemple classique de cette structure est constitué par la série télévisée Columbo. Cette technique remonte toutefois aux romans policiers de R. Austin Freeman et atteint son point culminant avec Préméditation (Malice Aforethought, 1932) de Francis Iles (pseudonyme de Anthony Berkeley). Aujourd'hui, ce type de roman est considéré comme précurseur du roman policier psychologique et du thriller.

## Films

### Allemagne
- 1989 : Die Beteiligten de Horst E. Brandt (de)

### États-Unis
- 1945 : Dix Petits Indiens (And Then There Were None) de René Clair
- 1976 : Un cadavre au dessert (Murder by Death) de Robert Moore
- 1985 : Cluedo (Clue) de Jonathan Lynn
- 1996 : Scream de Wes Craven
- 2011 : Millénium : Les Hommes qui n'aimaient pas les femmes (The Girl with the Dragon Tattoo) de David Fincher
- 2016 : Les Huit Salopards (The Hateful Eight) de Quentin Tarantino
- 2019 : Murder Mystery de Kyle Newacheck
- 2019 : À couteaux tirés (Knives Out) de Rian Johnson
- 2022 : Glass Onion : Une histoire à couteaux tirés (Glass Onion: A Knives Out Mystery) de Rian Johnson

### France
- 1942 : L'assassin habite au 21 d'Henri-Georges Clouzot
- 1943 : Le Corbeau d'Henri-Georges Clouzot
- 1945 : Le Mystère Saint-Val de René Le Hénaff
- 1959 : Maigret et l'Affaire Saint-Fiacre de Jean Delannoy
- 1959 : Marie-Octobre de Julien Duvivier
- 1965 : Compartiment tueurs de Costa-Gavras
- 1974 : Les Suspects de Michel Wyn
- 1977 : Mort d'un pourri de Georges Lautner
- 1986 : Le Nom de la rose de Jean-Jacques Annaud
- 1986 : Inspecteur Lavardin de Claude Chabrol
- 1987 : Noyade interdite de Pierre Granier-Deferre
- 1989 : Radio Corbeau d'Yves Boisset
- 2002 : Huit Femmes de François Ozon
- 2007 : L'Heure zéro de Pascal Thomas
- 2015 : Valentin Valentin de Pascal Thomas
- 2019 : Le Mystère Henri Pick de Rémi Bezançon
- 2019 : Les Traducteurs de Régis Roinsard
- 2022 : Murder Party de Nicolas Pleskof

### Royaume-Uni
- 1939 : La Taverne de la Jamaïque (Jamaica Inn) d'Alfred Hitchcock
- 2001 : Gosford Park de Robert Altman